# Paflagonia
Paflagonia (gr. Παφλαγονία, Paphlagonίa) – starożytna kraina w północnej części Azji Mniejszej (ob. Turcja) nad południowym brzegiem Morza Czarnego między Bitynią na zachodzie a Pontem na wschodzie. Na południu graniczyła z Frygią (późniejsza Galacja). Według Strabona, geografa greckiego, zachodnią granicą regionu była rzeka Parthenius (ob. Bartın), a wschodnią Halys (ob. Kızılırmak).

## Geografia
Większa część Paflagonii zajmowała górzysty obszar oddzielający Wyżynę Anatolijską od Morza Czarnego, ale za to zawierający urodzajne doliny i dający wielką obfitość orzechów laskowych i owoców – szczególnie śliwki, wiśnie i gruszki. Góry były porośnięte gęstymi lasami, bukszpanem. Wybrzeże było zajęte przez Greków we wczesnym okresie. Powstało tam kwitnące miasto Synopa, założone przez Milet (według tradycji przed r. 756 p.n.e.), jeden z większych ośrodków handlowych. Amastris, kilka kilometrów na wschód od rzeki Parthenius, stał się ważnym miastem pod rządami królów macedońskich; natomiast Amisos (ob. Samsun), kolonia Synopy, mieszcząca się w niewielkiej odległości na wschód od rzeki Halys, rozrosła się, by stać się rywalem swego miasta macierzystego.
Najbardziej znaczące miasto wnętrza krainy to Gangra – w starożytnych czasach stolica królów Paflagonii, później zwane Germanikopolis, mieszczący się blisko granicy Galacji – i Pompejopolis, w dolinie jednego z dopływów Halys – Amnias (ob. Gök), blisko obszernych kopalń minerału nazwanego przez Strabona, geografa greckiego, sandarake (czerwony arsen albo siarczek arsenu), w dużej mierze eksportowane z Synopy.

## Historia

### Początki
Chociaż Paflagończycy odgrywali niewielką rolę w historii, byli jednak jednym z najbardziej starożytnych narodów Anatolii (Homer, Iliada, ks. II, 851-857). Za czasów Hetytów, Paflagonia była zamieszkała przez lud Kaszka. Ich etniczna relacja do Paflagończyków jest niepewna. Prawdopodobnie byli oni związani z ludnością żyjącą w sąsiednim regionie, Kapadocji, która należała do jednej z anatolijskiej gałęzi języków indoeuropejskich. Według świadectwa Strabona, ich język wydawał się wyróżniający.
Paflagończycy byli wspomniani przez Herodota, historyka greckiego, wśród ludów podbitych przez Krezusa, króla Lidii. Oni wysłali ważny kontyngent do armii króla perskiego Kserksesa I w jego najeździe na Grecję (r. 480 p.n.e.). Ksenofont, żołnierz i pisarz grecki, napisał o nich jako rządzonych przez własnego króla, bez jakiegokolwiek odniesienia do sąsiednich satrapów, wolnych być może z powodu warunków naturalnych kraju, z jego wysokimi łańcuchami górskimi i trudnymi do przeprawy przełęczami. Władcy prawdopodobnie nosili imię Pylajmenes, jako znak pochodzenia, według ich twierdzenia, od Pylajmenesa, który został wspomniany w Iliadzie, jako wódz Paflagończyków.

### Pod rządamiPontu
Pierwszym znanym historycznym królem Paflagonii z dynastii Pylajmenidów był Korylas z ok. r. 400 p.n.e. W późniejszym okresie, Paflagonia przeszła pod kontrolę królów perskich, potem macedońskich. Paflagończycy wsparli 5 tys. konnicą armię Dariusza III Artaszaty, króla perskiego, w jego przegranej bitwie nad Granikiem z Macedonią (r. 334 p.n.e.). Po śmierci króla macedońskiego Aleksandra III Wielkiego, Paflagonia wraz z Kapadocją i Myzją miała przypaść Eumenesowi z Kardii, ale bez rezultatu. W latach 323–281 p.n.e. była bowiem pod panowaniem diadochów: Antygona I Jednookiego, potem Lizymacha. W latach 281–190 p.n.e. kontrolę nad nią przejęli Seleucydzi. Paflagonia została ok. r. 190 p.n.e. zajęta przez plemię Celtów, inaczej Galatów. Od tego czasu, Paflagonia stała się terenem walk o wpływy między Bitynią a Pontem. Ten ostatni zajął większą część Paflagonii za panowania Mitrydatesa III (ok. 220–185 p.n.e.) Grecka kolonia Synopa (r. 183 p.n.e.) została podbita przez Farnakesa I, stając się stolicą państwa. Po jego porażce, Paflagonia odzyskała swą niezależność.
Była ona rządzona przez królów galackich, potem z dynastii Pylajmenidów. Ostatni jej przedstawiciel, zapewne Pylajmenes I, zapisał ją w spadku swemu przybranemu synowi i królowi Pontu Mitrydatesowi V Euergetesowi (ok. 150–120 p.n.e.). Paflagonia, za panowania Mitrydatesa VI Eupatora, syna poprzedniego, prawdopodobnie przeszła pod panowanie rzymskie, bowiem ten zdobył ją zbrojnie oraz podzielił się krainą ze swym sojusznikiem Nikomedesem III Euergetesem, królem Bitynii przed r. 110 p.n.e.
Senat rzymski wysłał posłów do nich, by przywrócili poprzednie stosunki. Mitrydates odpowiedział dumnie, że zajął królestwo, które odziedziczył po ojcu, zaś Nikomedes stwierdził, że ją zwróci prawowitemu królowi. Skłamał, bowiem zmienił imię swego syna na Pylajmenes, które nosili poprzedni królowie Paflagonii. Tym sposobem zatrzymał królestwo w osobie syna Pylajmenesa II Euergetesa. Ojciec chcąc podstępem zdobyć dodatkowo królestwo Kapadocji, dał Rzymianom możność odkrycia oszustwa tego oraz poprzedniego. Ci tym razem nie dali się nabrać na jego kłamstwa. Postanowili odebrać mu Paflagonię oraz dać jej wolność. W czasie pierwszej wojny z Rzymem (88–84 p.n.e.), Mitrydates VI Eupator, król Pontu, zajął Azję Mniejszą (w tym Paflagonię r. 89 p.n.e.), najeżdżając rzymską prowincję Azji i wysyłając armię celem oswobodzenia Grecji. Wojna skończyła się, gdy Rzym pokonał armię Pontu w Azji Mniejszej i Grecji. Mitrydates musiał zapłacić odszkodowanie oraz zarzucić zdobycze terytorialne, krótko przywracając niezależność Paflagonii. Wraz ze śmiercią króla Nikomedes IV Filopatora w r. 74 p.n.e., Bitynia była terenem sporu między Mitrydatesem VI z Pontu a Rzymem. Paflagonia ponownie stała się częścią królestwa Pontu.

### Panowanie Rzymu i Bizancjum
W r. 63 p.n.e. wódz rzymski Pompejusz Wielki, po pokonaniu króla Mitrydatesa VI Eupatora Dionizosa, połączył przybrzeżne rejony Paflagonii z rzymską prowincją Bitynii oraz dał rodzimym królom rządy nad wnętrzem Paflagonii. Powierzył ją Attalosowi i Pylajmenesowi III, prawdopodobnie synom poprzedniego króla Pylajmenesa II Euergetesa. W r. 40 p.n.e. zostali oni zastąpieni przez nową galacką dynastię w osobie Kastora. Nowa dynastia wygasła w r. 6 p.n.e. Po śmierci króla Dejotara Filadelfa, syna poprzedniego, cały kraj został włączony do prowincji rzymskiej Galacji. Nazwa krainy była jeszcze zachowana przez geografów, chociaż jego granice nie są wyraźnie zdefiniowane przez Klaudiusza Ptolemeusza, geografa greckiego z II w. n.e. Paflagonia ponownie pojawiła się jako oddzielna prowincja za rządów bizantyjskich w V w. Jednak w VII w. weszła w skład temu Opsikion, potem temu Bukelarion. Oddzielną prowincją stała się ponownie ok. 820 r.

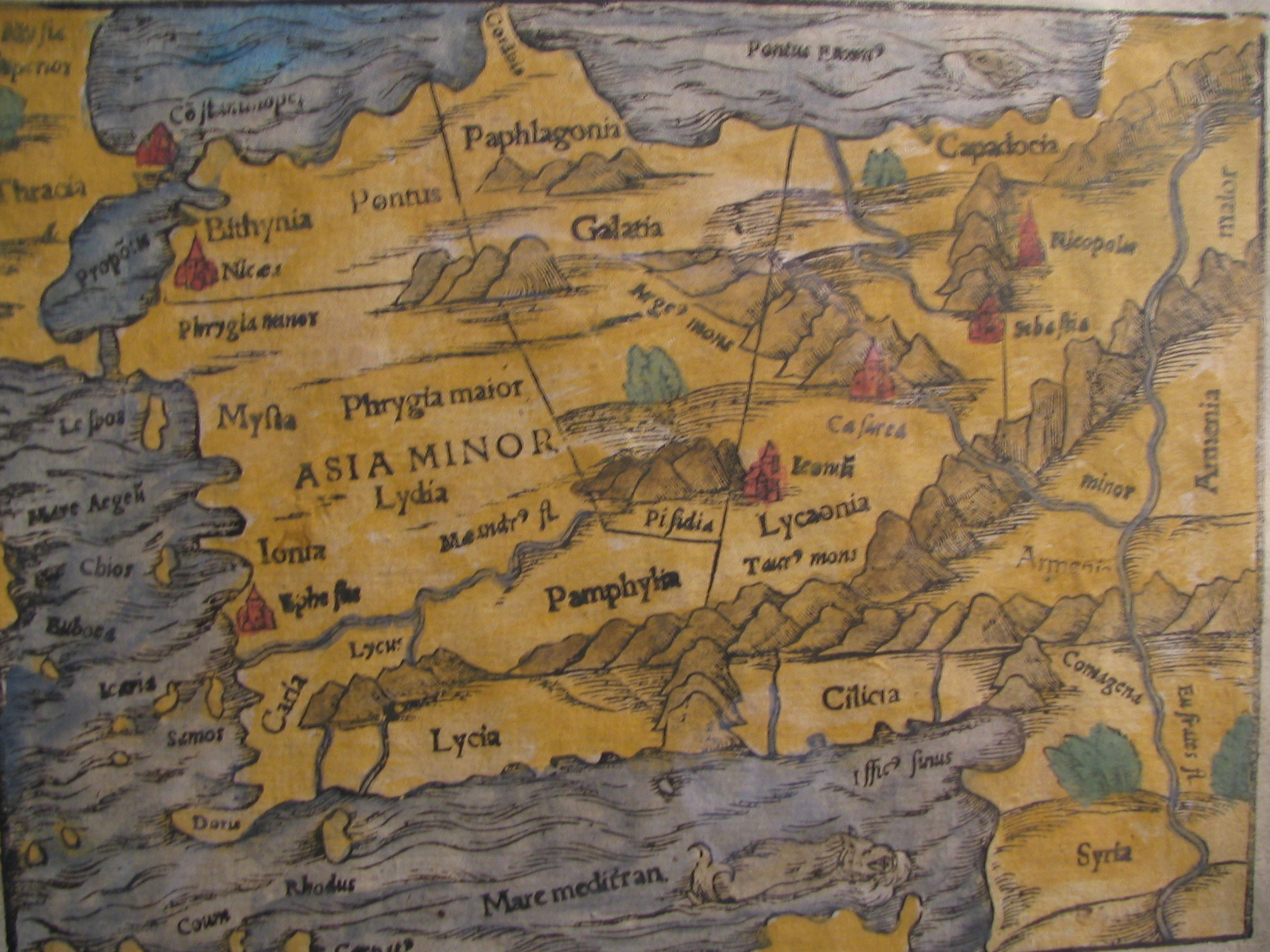
XV-wieczna szczegółowa mapa pokazująca Anatolię, z Paflagonią na szczycie.